# 제2해군육전여단
제2해군육전여단(중국어 간체자: 海军陆战队第二旅, 한자음: 해군육전대 제2여, 영어: 2nd Marine Brigade)는 광둥성 잔장시 쑤이시현에 주둔하고 있는 남해함대 소속 중국 인민해방군 해군육전대의 여단이다.

## 역사
1945년 9월 1일에 창설된 동하얼빈 경비총사령부(Eastern Harbin Security Command)의 역사을 시작점으로 삼고 있다.
중앙군사위원회의 육군부대 및 조직의 개편안에 따라 1948년 11월 1일에 제34사단을 기반으로 동북야전군 제12종대(Column)로 창설되었다.
사단은 제49군의 일원이었고, 제145사단의 깃발 아래에 보병 제433, 434, 435연대은 제2차 국공 내전의 주요 전투에 참가하였다.
1952년 4월에 국민당 소속 인민해방군 보병 제219사단(步兵第219师)을 병합한 뒤, 서수를 이어받고서 제55군 산하로 넘어갔다.
1960년에 육군 제219사단(陆军第219师)로 개명하였다.
1970년 1월에 육군 제164사단(陆军第164师)로 개명하였다.
1979년 2월에 사단은 중국-베트남 전쟁에 참가하였다. 전쟁 동안 베트남 인민군을 상대로 2,195명의 사상자와 10명의 전쟁포로를 잡는 피해를 주었다.
1985년 10월에 사단은 보병 제164사단(步兵第164师)로 개명하고 제55군의 해체에 따라 제41군으로 전속하였다.
1985년부터 1998년까지 Southern Infantry Division, Catalogue B로 분류되었다,
1998년 사단은 중국 인민해방군 해군로 전군하여 남해함대 통제를 받게 되면서 해군육전 제164여단(海军陆战第164旅)으로 재편성되었다.
2017년 4월에 제2여단으로 서수가 변경되었다.

## 구조

### 제219사단: 1952년 말
사단은 다음으로 구성되었다.
- 보병 제655연대
- 보병 제656연대
- 보병 제657연대
- 포병 제545연대

### 육군 제164사단
1970년 1월
- 보병 제490연대 (옛 제655연대)
- 보병 제491연대 (옛 제656연대)
- 보병 제492연대 (옛 제657연대)
- 포병연대  (옛 제545연대)

## 기록

### 계보
- 1946년 12월 獨立二師→제2독립사단
- 1948년 3월, 第三十四師→제34사단
- 1948년 11월, 第一四五師→제145사단
- 1952년 4월, 第二一九師→제219사단
- 1952년 4월, 陸軍第二一九師→육군 219사단
- 1970년 1월, 陸軍第一六四師→육군 164사단
- 1985년 10월, 步兵第一六四師→제164보병사단
- 1998년 6월, 第一六四旅→제164여단
- 2017년 4월, 海軍陸戰隊第二旅→해군육전대 제 2 여단

### 소속
1. 동북민주동맹군, 1946년 12월
2. 동북인민해방군, 1948 3월
3. 중국 인민해방군 육군, 1948년 11월
4. 중국 인민해방군 해군유육전대, 1998년 6월

### 참전
- 제2차 국공내전
  - 라오선 전역
  - 핑진 전역
  - 이샤 전투
  - 광시 전역
  - 국가 산적 진압
- 중국-베트남 전쟁
  - 랑선 전투
- 테러와의 전쟁
  - 중국 해군의 소말리아 호위작전(중국어판)

## 참고
1. ↑  《中央军委关于统一全军组织及部队番号的规定》, http://blog.sina.com.cn/s/blog_7254c7350100xb56.html